# Shishugounykus inexpectus
Shishugounykus inexpectus es la única especie conocida del género extinto Shishugounykus de dinosaurio terópodo alvarezsauroideo basal, que vivió a mediados del período Jurásico, hace aproximadamente 160 millones de años, durante el Oxfordiense, en lo que es hoy Asia. Sus fósiles fueron encontrados en la Formación Shishugou situada en la provincia de Xinjiang en China. Su nombre de género significa "garra de Shishugou" por la Formación Shishugou en la que fue hallado. La especie tipo y única conocida es Shishugounykus inexpectus, el nombre de la especie se refiere al inesperado descubrimiento de otra especie de alvarezsauroideo en la Formación Shishugou, los otros miembros del grupo de ese yacimiento incluyen a Haplocheirus y posiblemente a Aorun.

El holotipo IVPP V23567 se encontró en una capa de la Formación Shishugou, cuya capa está fechada en una edad de 160,2 millones de años. Consiste en un esqueleto parcial con mandíbulas inferiores. Conserva los huesos de la frente, parte del hueso parietal derecho, el angular y articular de la mandíbula inferior derecha, tres vértebras, cuatro vértebras sacras, tres vértebras sacras, un galón, trozos de costilla, el omóplato derecho, el húmero izquierdo, el cúbito derecho, el radio derecho, la mano derecha casi completa, la mitad izquierda de la pelvis y ambas patas traseras menos el pie derecho. Los huesos no estaban relacionados, pero se pensaba que representaban a un individuo, ya que se encontraron en un área de solo un quinto metro cuadrado. Se trata de un individuo adulto joven que aún no ha crecido por completo, pero tiene más de cinco años, según las líneas de crecimiento del hueso.
Shishugounykus se colocó en Alvarezsauria, en una posición muy basal debajo de Haplocheirus y en una politomía con Aorun. Tal posición significaría que Alvarezsauria basal mostró una variación considerable en el tamaño del cuerpo ya que Shishugounykus es muy pequeño, de un poco menos de 1,5 metros. Además, Shishugounykus ya es el tercer alvarezsauriano de la formación. Si de hecho son insectívoros como se sospecha, ese estilo de vida aparentemente permitió una división de nicho notable. Sin embargo, los autores hicieron esto plausible al referirse a las diferencias de tamaño en los osos hormigueros modernos. Además, dice que el aplanamiento de la mano es una de las adaptaciones típicas de Alvarezsaurio más antiguas.